# Читкушева чешма
Читкушевата или Четкушевата чешма е историческа чешма в град Велес, Северна Македония.

## Местоположение
Чешмата е разположена в източната махала Пърцорек, на кръстовището на улица „Йордан Хаджиконстантинов Джинот“ и улица „Прохор Пчински“, до столетен явор и е в центъра на Влашката махала около църквата „Успение Богородично“.

## История
Изградена е поне в началото на XIX век. Обновявана е в 1992 и в 2012 година с участието на зографа Златко Александровски. Носи името на фамилията Читкушеви, която живеела в близост.